# Masmix
Masmix – połączenie masła z margaryną. Na rynku polskim od 1992. Jest produkowany przez zakład Bunge Polska Sp. z o.o. w Karczewie. W 2002 roku Raisio wprowadził Masmix kulinarny, płynną margarynę do pieczenia, smażenia i gotowania potraw. 

## Warianty smakowe
- klasyczny
- extra śmietankowy
- pełnomleczny
- lekko solony

## Historia
- 1992 – wprowadzenie na rynek polski
- 1993–1996 – ulepszanie receptury
- 1997 – dodanie do szaty graficznej opakowania akcentów wiejskich
- 2000 – opakowanie zmienia wygląd, dodanie akcentów letnich
- 2002 – wprowadzenie na rynek "Masmixu kulinarnego"
- 2006 – nowa szata graficzna, jednokolorowa
  - Masmix klasyczny – żółty
  - Masmix śmietankowy – niebieski
  - Masmix oliwkowy – zielony
  - Masmix sól morska – czerwony
- 2012 – nowa szata graficzna
  - Masmix klasyczny - pomarańczowy
  - Masmix extra śmietankowy - błękitny
  - Masmix pełnomleczny - granatowy
  - Masmix lekko solony - czerwony